# Wapen van Hedel

Het wapen van Hedel toont het wapen van de voormalige gemeente Hedel. Het wapen werd volgens Koninklijk Besluit aan de gemeente bevestigd op 25 september 1832. De omschrijving luidt:
"Een schild van goud, beladen met drie halve manen van lazuur."

## Geschiedenis
In 1378 werd door hertogin Mechteld van Gelre het kasteel Hedel aan Margaretha van der Lippe, de weduwe van Jan van Polanen en haar zoon Otto van de Lecke van Polanen geschonken. Het wapen uit dit geslacht bleef verbonden aan Hedel. Verwanten van het huis Wassenaer waarmee de herkomst van het wapen duidelijk is; de wassenaars zijn van oorsprong een sprekend wapen. Het gaat om een zilveren schild, beladen met drie zwarte wassenaars.  Uit de 17e eeuw is een zegel bekend, gedekt met een kroon van zeven parels, voorzien van een randschrift: "Der baronnie van Hedel". De kleuren van het gemeentewapen zijn niet correct. Een mogelijkheid is dat de burgemeester tijdens de aanvraag melding maakte van arceringen op de kerkklok die volgens hem op azuur en goud zouden duiden. De Hoge Raad van Adel zou vervolgens conform de opgave, het wapen hebben verleend.
Op 1 januari 1999 werd de gemeente opgeheven en toegevoegd aan de gemeente Maasdriel.  De halve manen van Hedel werden als element opgenomen in het nieuwe wapen van Maasdriel.

## Afbeeldingen

Van Polanen
Maasdriel